# Kanton Saint-Julien-du-Sault
Kanton Saint-Julien-du-Sault is een voormalig kanton van het Franse departement Yonne. Kanton Saint-Julien-du-Sault maakte deel uit van het arrondissement Sens en telde 5240 inwoners in 1999. 
Het werd opgeheven bij decreet van 13 februari 2014 met uitwerking op 22 maart 2015.

## Gemeenten
Het kanton Saint-Julien-du-Sault omvatte de volgende gemeenten:
- La Celle-Saint-Cyr
- Cudot
- Précy-sur-Vrin
- Saint-Julien-du-Sault (hoofdplaats)
- Saint-Loup-d'Ordon
- Saint-Martin-d'Ordon
- Saint-Romain-le-Preux
- Sépeaux
- Verlin